# AskMeNow
AskMeNow Inc. é uma empresa pública americana, especializada em SMS e publicidade móvel. Em Irvine, Califórnia a empresa foi lançada oficialmente em novembro de 2005. AskMeNow também oferece um serviço de fornecimento, batizado "AlertMeNow". O serviço de alertas gratuito de texto para celular empurra numa base diária, com informação de conteúdos parceiros, incluindo Merriam-Webster e Encyclopaedia Britannica.